# Steve Canyon
Steve Canyon è un personaggio immaginario protagonista di una omonima serie a fumetti di genere avventuroso/bellico statunitense creato da Milton Caniff. Caniff vinse il Reuben Award nel 1971 come ideatore di Steve Canyon. Al personaggio si ispira una serie televisiva del 1958.

## Storia editoriale
Alla fine del 1946 Milton Caniff decide di abbandonare la serie a fumetti Terry e i pirati che stava realizzando 1934 per dedicarsi a un nuovo progetto dando vita, dal gennaio 1947, al personaggio di Steve Canyon, un pilota che sarà impegnato in prima linea nella maggior parte dei conflitti successivi alla conclusione della seconda guerra mondiale, dalla Corea al Vietnam.
La serie venne pubblicata per più di quarant'anni, esordendo sui quotidiani statunitensi il 13 gennaio 1947 con strisce quotidiane e tavole domenicali in diretta continuazione tra loro. La serie perse progressivamente di popolarità mano a mano che l'autore accentuò i principi conservatori come durante il conflitto in Vietnam ma nonostante questo la pubblicazione continuò fino alla sua morte, nel 1988, con il contributo di vari assistenti, primo tra tutti Dick Rockwell il quale aveva preso il suo posto come disegnatore già dal 1963. L'ultima striscia venne pubblicata il 4 giugno 1988 seguita dall'ultima tavola domenicale il giorno dopo.
Dedicati al personaggio escono negli USA, oltre a raccolte delle strisce giornaliere, anche diversi albi a fumetti con storie originali come i sette albi della collana Four Color Comics pubblicati fra il 1953 e il 1959, con testi di Caniff e Paul S. Newman e i disegni di Caniff, William Overgard e Ray Bailey.

### Edizioni estere

#### Italia
In Italia la serie venne pubblicata su varie riviste di fumetti come Il Giornale dell’Uomo mascherato, edito dalla Casa Editrice Nerbini, ed Eureka, edito dall'Editoriale Corno.

## Biografia del personaggio
Il personaggio è un ex capitano dell'United States Air Force durante la seconda guerra mondiale che ora gestisce una piccola compagnia di trasporti aerei. Si ritrova a vivere le sue avventure in giro per il mondo a volte accompagnato da affascinanti personaggi femminili quali Copper Calhoon, Madam Lynx o Miss Mizzou. All'inizio degli anni cinquanta Canyon indossa nuovamente l'uniforme, prima come maggiore, poi come colonnello dell'aviazione USA. Nel 1970 si sposa con Summer Olson, dopo un lungo fidanzamento.

## Riconoscimenti
- Caniff vinse il Reuben Award nel 1971 come ideatore di Steve Canyon.

## Altri media
- Nel 1958 ne fu tratta una serie televisiva omonima che andò in onda per una sola stagione fino al 1959.[3][2]